# Cycas campestris
Cycas campestris é uma espécie de cicadófita do género Cycas da família Cycadaceae, nativa do sudeste da Papua-Nova Guiné. Segundo dados de 2010, a população tende a descrescer.